# Joel Castro Pereira
Joel Dinis Castro Pereira (Le Locle, 28 de junho de 1996) é um futebolista suíço de ascendência portuguesa que atua como goleiro.

## Carreira

### Neuchatel e Inglaterra
Joel começou na categoria de base do Neuchâtel Xamax clube suíço, em 2012 foi para a categoria de base do Manchester United.
Em 2015 subiu para a equipe profissional, em 17 de outubro de 2015 como não era utilizado pelo clube foi emprestado para o Rochdale.
Sua estreia pelo clube foi numa derrota por 1-0 sobre o Morecambe na disputa das quartas de final da Football League Trophy nessa mesma partida ele foi nomeado o homem do jogo após defender um pênalti para equipe. Em 19 de novembro entendeu o seu contrato de empréstimo para mais três meses. Dois dias mais tarde num jogo pela disputa da segunda divisão do campeonato inglês a sua equipe venceu a partida por 2-0 contra o Doncaster Rovers. no total jogou 6 jogos pela equipe.

### Estreia no Man Utd
No ano seguinte em 2016 voltou para a equipe do Manchester United, em 25 de fevereiro de 2016 foi relacionado pela equipe para um jogo contra o Midtjylland na disputa da UEFA Europa League.

### Rio 2016
Joel fez parte do elenco da Seleção Portuguesa de Futebol nos Jogos Olímpicos de Verão de 2016.

### Reading
Em 9 de setembro de 2023, Joel foi contratado pelo Reading.

## Títulos
Manchester United
- Liga Europa da UEFA: 2016–17